# Samuel Elias

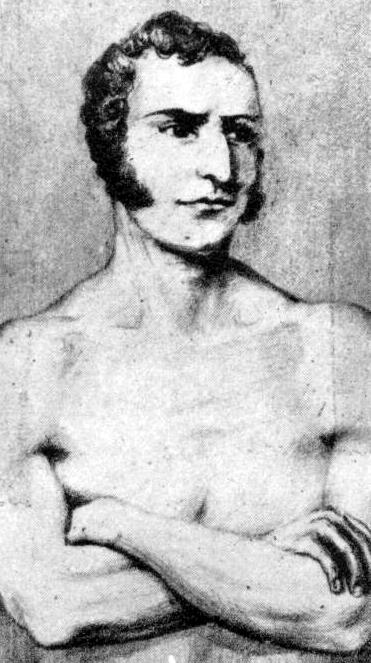
Samuel Elias ("Dutch Sam")

Samuel Elias (genannt Dutch Elias oder Dutch Sam) (* 4. April 1775; † 3. Juli 1816) war ein berühmter englisch-jüdischer Boxer aus der Bare-knuckle-Periode.
Bei einer Größe von etwa 1,70 Metern (5′6½) war Elias’ maximales Kampfgewicht etwa 134 Pfund (60,7 kg), was heute dem Leichtgewicht entspricht. Seinen ersten Profikampf bestritt er 1801 gegen Caleb Baldwin, den er in der 37. Runde ausknockte. Später wurde er englischer Meister und hatte besonders bekannte Kämpfe gegen Tom Belcher (Bruder von Jem Belcher). Er gilt als der erste Anwender des rechten Aufwärtshakens des London-Prize-Rings und als härtester Schläger seiner Zeit. Nach 1810 zog er sich zeitweise aus dem Boxsport zurück und war gesundheitlich angeschlagen. Die Niederlage in seinem letzten Boxkampf im Jahr 1814 wurde dagegen seinem hohen Alkoholkonsum zugeschrieben. Er starb anderthalb Jahre später im Alter von 41 Jahren.
Elias gilt mit Daniel Mendoza als der beste jüdische Boxer der Pionier-Ära und wurde in die International Boxing Hall of Fame aufgenommen.